# Shohei-ryu
Lo Shohei-ryu è uno stile del Karate di Okinawa che discende dal Uechi-ryū e dunque dal Kung Fu di stile Pangai-noon.
Dopo la morte, nel 1991, di Kanei Uechi, il figlio del fondatore dell'Uechi-ry Kanbun Uechi, l'organizzazione si divise e i maestri del Karate-Do di Okinawa battezzarono ufficialmente con il nome di Shohei-Ryu lo stile della nuova organizzazione da loro fondata. Shohei-ryu significa in giapponese "splendere brillantemente con chiarezza, uguaglianza, e pace." Il presidente dell'organizzazione è Nobuhide Asato.
L'arte marziale è praticata internazionalmente, con scuole nel Nord e nel Sud America, Europa, Asia e Australia.

## Kata
I Kata dello Shohei-ryu  sono simili a quelli dello Uechi-ryu:
- Sanchin
- Kanshiwa
- Kansyu
- Seichin
- Seisan
- Seiryu
- Kanchin
- Sanseiryu
- Ryuko